# Sibylle Blanc
 (décembre 2021).
Si vous disposez d'ouvrages ou d'articles de référence ou si vous connaissez des sites web de qualité traitant du thème abordé ici, merci de compléter l'article en donnant les références utiles à sa vérifiabilité et en les liant à la section « Notes et références ».
Sibylle Blanc (parfois orthographiée à tort Sybille Blanc), née le 3 janvier 1974 à Aubonne (Vaud) est une actrice suisse, également metteuse en scène de théâtre et animatrice de radio et de télévision.

## Biographie
Fille de Pierre-Alain Blanc, syndic d'Aubonne et professeur d'éducation physique, elle suit ses études de comédienne à l'école supérieure d'art dramatique de Genève d'où elle sort diplômée en 1996. Elle commence sa carrière avec plusieurs apparitions dans des programmes pour enfants de la télévision suisse romande tels que Smash et Bus et compagnie. Elle obtient son premier rôle important avec la série télévisée Bigoudi dans laquelle elle interprète le rôle de Laura pendant 50 épisodes entre 1996 et 1998.
Elle fait ensuite plusieurs apparitions dans des spectacles de cabaret, tels que la Revue en 2000, 2009 et 2010, Les nouvelles brèves de comptoir et La Revue de Cuche et Barbezat. Elle joue au théâtre, des classiques tels que Shakespeare, Oscar Wilde, Arthur Miller, Samuel Beckett, Eugène Labiche ou Marcel Pagnol.

## Filmographie

### Cinéma
- 1999 : Attention aux chiens
- 2000 : Merci pour le chocolat
- 2002 : L'Adversaire
- 2001 : Misogynies (long-métrage expérimental)
- 2001 : Jungle 2.61
- 2004 : Love Express
- 2005 : Bien dégagé derrière les oreilles
- 2006 : Les Petites Vacances
- 2007 : L'Infiltré
- 2011 : Bob et les Sex Pistaches
- 2014 : Sam

### Télévision
- 1996-1998 : Bigoudi : Laura
- 1999 : Les Hirondelles d'hiver d'André Chandelle
- 2000-2004 : Les Pique-Meurons : Nadine
- 2000-2001 : Sauvetage : Frédérique
- 2000-2001 : Paul et Virginie : Anne-So
- 2004 : Matélé
- 2005 : La Famille Zappon : Claire Zappon
- 2006 : Centenaire et toujours...Jaune!
- 2007 : Fitness Senteur : Stéphanie
- 2008 : Photo Sevices : Christelle
- 2008 : Petites vacances à Knokke-le-Zoute de Yves Matthey : Mme Lonfat
- 2009-2010 : T'es pas la Seule : Maxine

## Radio
Outre des chroniques pour l'émission Les Dicodeurs de la radio suisse romande et des doublages vocaux pour des documentaires, des séries télévisées et des publicités, elle fait partie de l'équipe du 6/9 sur NRJ Léman en 2001 puis anime Les matinales sur Lausanne FM en 2006 - 2007. Depuis 2008, elle est la voix off de LFM. Et elle de retour (par intermittence) dans l'équipe des dicodeurs pour la saison 2011-2012.

## Autres
Elle a aussi également l'habitude d'annoncer les artistes au Paléo festival de Nyon.